# Aleja platanowa w Legnicy
Aleja platanowa – pomnik przyrody, zabytkowa aleja platanów klonolistnych, rosnąca pomiędzy ulicami Libana i Parkową w centrum Legnicy. Rozciąga się od skrzyżowania Bramy Głogowskiej wzdłuż ulicy Pocztowej i Jerzego Libana.
Aleja składa się z jedenastu drzew nasadzonych w połowie XIX wieku, wraz z tworzonymi od 1844 plantami. Osiągają do 30 m wysokości. Sadzonki roślin sprowadzono z Anglii. Na wartość drzew uwagę zwróciła Irmina Woźniak jesienią 1980 (opisała je w 1981 w Szkicach Legnickich). Drzewa są siedliskiem licznych ptaków, w tym zwłaszcza szpaków. Planty legnickie dawniej łączyły się z terenami Parku Miejskiego.